# Borsodi Nitro
A Borsodi Nitro a Borsodi Sörgyár Zrt. söre, amelyet 2017 vége óta forgalmaz, kizárólag egyes kocsmákban, csapolva.

## Áttekintés
Magyarország első, nitrogénnel dúsított csapolt söre. A sörhöz ezt a gyártás során adják hozzá (szén-dioxid kivonása mellett), amely a csapoláskor keveredik ismét nitrogénnel és szén-dioxiddal. Ennek köszönhetően a csapoláskor a buborékok először lefelé, majd hirtelen felfelé kezdenek el szállni, viharszerű hatást keltve. A sör és a hab keveredésének aztán krémszerű kinézete van, míg ki nem tisztul. Alapanyagai közül hiányzik a kukoricadara (megfelel a német tisztasági törvénynek), alkoholtartalma 5%. A sör gyártástechnikája Magyarországon még nem megoldott, ezért az a csehországi Ostravában készül.
A Sörtesztek Szaxerűen blog szerint íze és szaga a sima Borsodira hasonlít, de annál kevésbé savasabb, a széndioxid kisebb mennyisége miatt. Kiemelik ugyanakkor, hogy nem lehet üveges és dobozos kiszerelésben kapni.